# Имелли
Имелли — река в России, протекает в Республике Татарстан. Левый приток реки Свияги.

## География
Река Имелли образуется в селе Большое Русаково слиянием рек Малое Русаково и Большой Овраг. Течёт на восток по открытой местности. Ниже села Шигаево русло реки теряется в болотах. По данным водного реестра, устье реки находится в 33 км от устья реки Свияга по левому берегу. Длина реки Имелли от истока реки Малое Русаково составляет 31 км. Площадь водосборного бассейна — 132 км².

## Данные водного реестра
По данным государственного водного реестра России относится к Верхневолжскому бассейновому округу, водохозяйственный участок реки — Свияга от села Альшеево и до устья, речной подбассейн реки — Волга от впадения Оки до Куйбышевского водохранилища (без бассейна Суры). Речной бассейн реки — (Верхняя) Волга до Куйбышевского водохранилища (без бассейна Оки).
Код объекта в государственном водном реестре — 08010400612112100002867.